# Museo Cayman Motor
El Museo Cayman Motor (en inglés: Cayman Motor Museum) es un museo del automóvil ubicado en West Bay, una localidad de las Islas Caimán, que alberga 80 vehículos raros y clásicos y motocicletas propiedad del empresario noruego Andreas Ugland. La entrada cuesta $ 15 para adultos y $ 7,50 para niños menores de 12 años, y también está disponible para eventos privados. El museo está ubicado en la 864 North West Point Road, West Bay.